# Quincieux
Quincieux este o comună în departamentul Rhône din sud-estul Franței. În 2009 avea o populație de 2.956 de locuitori.

## Evoluția populației
| An        | 1975  | 1982  | 1990  | 1999  | 2006  | 2009  |
| --------- | ----- | ----- | ----- | ----- | ----- | ----- |
| Populație | 1.510 | 1.920 | 2.300 | 2.657 | 2.867 | 2.956 |